# Turn-Weltmeisterschaften 1989
Die 25. Turn-Weltmeisterschaften fanden vom 14. bis 22. Oktober 1989 in Stuttgart statt.

## Ergebnisse

### Frauen

#### Mehrkampf
| Rang | Athletin             | Punkte |
| ---- | -------------------- | ------ |
| 1.   | Swjatlana Bahinskaja | 39.900 |
| 2.   | Natālija Laščonova   | 39.862 |
| 3.   | Olha Straschewa      | 39.774 |
| 4.   | Cristina Bontaș      | 39.762 |
| 5.   | Bo Yang              | 39.687 |
| 6.   | Cuiting Chen         | 39.662 |
| 7.   | Brandy Johnson       | 39.574 |
| 8.   | Sandy Woolsey        | 39.475 |
| 9.   | Bärbel Wielgoß       | 39.449 |
| …    |                      |        |
| 33.  | Astrid Heese         | 38.124 |
| 34.  | Tanja Köste          | 37.637 |

#### Mannschaft
| Rang | Team                | Turnerinnen                                                                                                | Punkte  |
| ---- | ------------------- | --- | ------- |
| 1.   | Sowjetunion         | Swjatlana Baitawa Swjatlana Bahinskaja Olessja Dudnyk Natālija Laščonova Elena Sazonenkova Olha Straschewa | 396.793 |
| 2.   | Rumänien            | Cristina Bontaș Aurelia Dobre Lăcrămioara Filip Eugenia Popa Gabriela Potorac Daniela Silivaș              | 394.931 |
| 3.   | Volksrepublik China | Chen Cuiting Fan Di Li Yan Ma Ying Wang Wenjing Yang Bo                                                    | 392.116 |
| 4.   | Vereinigte Staaten  | Wendy Bruce Christy Henrich Brandy Johnson Kim Kelly Chelle Stack Sandy Woolsey                            | 389.928 |
| 5.   | DDR                 | Janka Daubner Astrid Heese Tanja Köste Karina Runge Christiane Thoms Bärbel Wielgoß                        | 385.378 |
| …    |                     | |         |
| 18.  | BR Deutschland      | Daniela Meister Michaela Mann Andrea Drissler Martina Litzka Edina Kormany Nina Wardelmann                 | 373.951 |
| 19.  | Schweiz             | Henriette Sieber Benedicte Lasserre Carmen Hecht Manuela Benigni Jacqueline Walther Petra Morello          | 369.228 |

#### Sprung
| Rang | Athletin        | Punkte |
| ---- | --------------- | ------ |
| 1.   | Olessja Dudnyk  | 9.987  |
| 2.   | Cristina Bontaș | 9.950  |
| 2.   | Brandy Johnson  | 9.950  |

#### Stufenbarren
| Rang | Athletin        | Punkte |
| ---- | --------------- | ------ |
| 1.   | Di Fan          | 10.000 |
| 1.   | Daniela Silivaș | 10.000 |
| 3.   | Olha Straschewa | 9.975  |

#### Balken
| Rang | Athletin         | Punkte |
| ---- | ---------------- | ------ |
| 1.   | Daniela Silivaș  | 9.950  |
| 2.   | Olessja Dudnyk   | 9.937  |
| 3.   | Gabriela Potorac | 9.887  |

#### Boden
| Rang | Athletin             | Punkte |
| ---- | -------------------- | ------ |
| 1.   | Swjatlana Bahinskaja | 10.000 |
| 1.   | Daniela Silivaș      | 10.000 |
| 3.   | Cristina Bontaș      | 9.962  |

### Männer

#### Mehrkampf
| Rang | Athlet              | Punkte |
| ---- | ------------------- | ------ |
| 1.   | Igor Korobtschinski | 59.250 |
| 2.   | Walentin Mogilny    | 59.150 |
| 3.   | Jing Li             | 58.800 |
| 4.   | Yukio Iketani       | 58.700 |
| 4.   | Andreas Wecker      | 58.700 |
| 6.   | Wladimir Artemow    | 58.550 |
| 7.   | Ge Li               | 58.500 |
| 8.   | Gyula Takacs        | 58.450 |
| 8.   | Marius Gherman      | 58.450 |
| 10.  | Sylvio Kroll        | 58.300 |
| …    |                     |        |
| 13.  | Sven Tippelt        | 57.900 |
| 18.  | Mike Beckmann       | 57.500 |
| 33.  | René Plüss          | 55.450 |

#### Mannschaft
| Rang | Team                | Punkte  |
| ---- | ------------------- | ------- |
| 1.   | Sowjetunion         | 587.250 |
| 2.   | DDR                 | 580.850 |
| 3.   | Volksrepublik China | 579.300 |
| 4.   | Japan               | 575.550 |
| 5.   | Ungarn              | 574.300 |
| …    |                     |         |
| 10.  | BR Deutschland      | 566.750 |
| 23.  | Österreich          | 528.850 |
| 26.  | Schweiz             | 517.650 |

#### Boden
| Rang | Athlet              | Punkte |
| ---- | ------------------- | ------ |
| 1.   | Igor Korobtschinski | 9.937  |
| 2.   | Wladimir Artemow    | 9.875  |
| 3.   | Chunyang Li         | 9.850  |
| …    |                     |        |
| 6.   | Sven Tippelt        | 9.750  |
| 7.   | Sylvio Kroll        | 9.700  |

#### Reck
| Rang | Athlet           | Punkte |
| ---- | ---------------- | ------ |
| 1.   | Chunyang Li      | 9.950  |
| 2.   | Wladimir Artemow | 9.900  |
| 3.   | Yukio Iketani    | 9.875  |
| …    |                  |        |
| 6.   | Andreas Wecker   | 9.787  |

#### Barren
| Rang | Athlet           | Punkte |
| ---- | ---------------- | ------ |
| 1.   | Jing Li          | 9.900  |
| 1.   | Wladimir Artemow | 9.900  |
| 3.   | Andreas Wecker   | 9.887  |
| …    |                  |        |
| 8.   | Sven Tippelt     | 9.225  |

#### Pauschenpferd
| Rang | Athlet           | Punkte |
| ---- | ---------------- | ------ |
| 1.   | Walentin Mogilny | 10.000 |
| 2.   | Andreas Wecker   | 9.962  |
| 3.   | Jing Li          | 9.937  |

#### Ringe
| Rang | Athlet            | Punkte |
| ---- | ----------------- | ------ |
| 1.   | Andreas Aguilar   | 9.875  |
| 2.   | Andreas Wecker    | 9.862  |
| 3.   | Juri Chechi       | 9.812  |
| 3.   | Witali Marinitsch | 9.812  |
| 5.   | Sven Tippelt      | 9.762  |

#### Sprung
| Rang | Athlet           | Punkte |
| ---- | ---------------- | ------ |
| 1.   | Jörg Behrend     | 9.881  |
| 2.   | Sylvio Kroll     | 9.874  |
| 3.   | Wladimir Artemow | 9.868  |

## Medaillenspiegel
| Rang | Land                |   |   |   | Gesamt |
| ---- | ------------------- | - | - | - | ------ |
| 1    | Sowjetunion         | 9 | 5 | 4 | 18     |
| 2    | Rumänien            | 3 | 2 | 2 | 7      |
| 3    | Volksrepublik China | 3 | – | 5 | 8      |
| 4    | DDR                 | 1 | 4 | 1 | 6      |
| 5    | BR Deutschland      | 1 | – | – | 1      |
| 6    | Vereinigte Staaten  | – | 1 | – | 1      |
| 7    | Italien             | – | – | 1 | 1      |
| 7    | Japan               | – | – | 1 | 1      |

## Eröffnungsfeier
Die Eröffnungsfeier wurde organisiert und gestaltet vom Showtheater Traumfabrik.